# Mata Redonda, Cosautlán de Carvajal
Mata Redonda är en ort i Mexiko.   Den ligger i kommunen Cosautlán de Carvajal och delstaten Veracruz, i den sydöstra delen av landet, 230 km öster om huvudstaden Mexico City. Mata Redonda ligger 998 meter över havet och antalet invånare är 174.
Terrängen runt Mata Redonda är kuperad. Runt Mata Redonda är det ganska tätbefolkat, med 214 invånare per kvadratkilometer. Närmaste större samhälle är Coatepec, 14,9 km norr om Mata Redonda. I omgivningarna runt Mata Redonda växer huvudsakligen savannskog.